# Leon II.
Leon II.  (467 – 17. listopadu 474) byl východořímským císařem několik měsíců v roce 474. Byl synem Zenona a Ariadne, dcery Leona I.
Jako nejbližší mužský příbuzný císaře Leona I. byl určen za jeho nástupce. Regentem se stal jeho otec Zenon, který byl krátce poté ustaven rovněž jeho spolucísařem. Brzy se ukázalo, že to bylo velmi prozíravé rozhodnutí, neboť Leon po sotva roční vládě zemřel na neznámou nemoc.